# Seznam členů šestnáctého Knesetu
Tento článek je seznam členů 16. Knesetu, který byl zvolen 28. ledna 2003. Jeho funkční období trvalo až do zvolení následujícího Knesetu dne 26. března 2006.

## Rozdělení mandátů podle poslaneckých klubů
- Likud: 38 mandátů (33.3 %)
- Strana práce-Mejmad: 19 mandátů (16.7 %)
- Šinuj: 15 mandátů (13.2 %)
- Šas: 11 mandátů (9.6 %)
- Národní jednota: 7 mandátů (6.1 %)
- Merec-Jachad: 6 mandátů (5.3 %)
- Sjednocený judaismus Tóry: 5 mandátů (4.4 %)
- Chadaš: 3 mandátů (2.6 %)
- Am echad: 3 mandátů (2.6 %)
- Balad: 3 mandátů (2.6 %)
- Jisra'el ba-alija: 2 mandátů (1.8 %)
- Sjednocená arabská kandidátka: 2 mandátů (1.8 %)

## Členové Knesetu
| strana                            | jméno                  | poznámka |
| --------------------------------- | ---------------------- | --- |
| Likud (38)                        | Ariel Šaron            | Opustil stranu a vstoupil do Kadimy |
| Likud (38)                        | Benjamin Netanjahu     | |
| Likud (38)                        | Cachi Hanegbi          | Opustil stranu a vstoupil do Kadimy, 10. ledna 2005 jej nahradila Pnina Rosenblum                                                                              |
| Likud (38)                        | Silvan Šalom           | |
| Likud (38)                        | Dan Nave               | |
| Likud (38)                        | Limor Livnat           | |
| Likud (38)                        | Jisra'el Kac           | |
| Likud (38)                        | Gideon Ezra            | Opustil stranu a vstoupil do Kadimy |
| Likud (38)                        | Na'omi Blumenthal      | |
| Likud (38)                        | Uzi Landau             | |
| Likud (38)                        | Gila Gamli'el          | |
| Likud (38)                        | Juval Steinitz         | |
| Likud (38)                        | Cipi Livniová          | Opustil stranu a vstoupil do Kadimy |
| Likud (38)                        | Michael Ejtan          | |
| Likud (38)                        | Me'ir Šítrit           | Opustil stranu a vstoupil do Kadimy |
| Likud (38)                        | David Levy             | |
| Likud (38)                        | Ruchama Avraham        | Opustil stranu a vstoupil do Kadimy |
| Likud (38)                        | Gideon Sa'ar           | |
| Likud (38)                        | Dani'el Benlulu        | |
| Likud (38)                        | Micha'el Racon         | |
| Likud (38)                        | Madžali Wahabi         | Opustil stranu a vstoupil do Kadimy |
| Likud (38)                        | Ja'akov Edri           | Opustil stranu a vstoupil do Kadimy |
| Likud (38)                        | Ehud Jatom             | |
| Likud (38)                        | Eli Aflalo             | Opustil stranu a vstoupil do Kadimy |
| Likud (38)                        | Moše Kachlon           | |
| Likud (38)                        | Omri Šaron             | 5. ledna 2006 jej nahradil David Mena (Likud) |
| Likud (38)                        | Micha'el Gorlovski     | |
| Likud (38)                        | Inbal Gavri'eli        | |
| Likud (38)                        | Gilad Erdan            | |
| Likud (38)                        | Roni Bar-On            | Opustil stranu a vstoupil do Kadimy |
| Likud (38)                        | Jechi'el Chazan        | |
| Likud (38)                        | Ehud Olmert            | Opustil stranu a vstoupil do Kadimy |
| Likud (38)                        | Le'a Nas               | |
| Likud (38)                        | Ze'ev Boim             | Opustil stranu a vstoupil do Kadimy |
| Likud (38)                        | Avraham Hirschson      | Opustil stranu a vstoupil do Kadimy |
| Likud (38)                        | Re'uven Rivlin         | |
| Likud (38)                        | Chajim Kac             | |
| Likud (38)                        | Ajúb Qará              | |
| Strana práce-Mejmad (19)          | Amram Micna            | 23. února 2005 jej nahradil Sálih Taríf |
| Strana práce-Mejmad (19)          | Benjamin Ben Eliezer   | |
| Strana práce-Mejmad (19)          | Šimon Peres            | Opustil stranu a vstoupil do Kadimy; 17. ledna 2006 jej nahradil Weizman Širy                                                                                  |
| Strana práce-Mejmad (19)          | Matan Vilnaj           | |
| Strana práce-Mejmad (19)          | Avraham Burg           | 28. června 2004 jej nahradil Ghálib Madžádala |
| Strana práce-Mejmad (19)          | Dalia Icik             | Opustila stranu a vstoupila do Kadimy; 17. ledna 2006 ji nahradil Avraham Jechezk'el                                                                           |
| Strana práce-Mejmad (19)          | Ofir Pines-Paz         | |
| Strana práce-Mejmad (19)          | Efrajim Sne            | |
| Strana práce-Mejmad (19)          | Juli Tamir             | |
| Strana práce-Mejmad (19)          | Micha'el Melchi'or     | |
| Strana práce-Mejmad (19)          | Jicchak Herzog         | |
| Strana práce-Mejmad (19)          | Chajim Ramon           | Opustil stranu a vstoupil do Kadimy; 18. ledna 2006 jej nahradil Efi Oš'aja                                                                                    |
| Strana práce-Mejmad (19)          | Dani Jatom             | |
| Strana práce-Mejmad (19)          | Ejtan Kabel            | |
| Strana práce-Mejmad (19)          | Avraham Šochat         | |
| Strana práce-Mejmad (19)          | Colette Avital         | |
| Strana práce-Mejmad (19)          | Šalom Simchon          | |
| Strana práce-Mejmad (19)          | Orit Noked             | |
| Strana práce-Mejmad (19)          | Eli Ben Menachem       | |
| Šinuj (15)                        | Tommy Lapid            | 26. ledna 2006 opustil stranu a vstoupil do strany Chec |
| Šinuj (15)                        | Avraham Poraz          | 26. ledna 2006 opustil stranu a vstoupil do strany Chec |
| Šinuj (15)                        | Jehudit Na'ot          | 16. prosince 2004 ji nahradila Er'ela Golan |
| Šinuj (15)                        | Josef Paricky          | Opustil stranu a založil Calaš |
| Šinuj (15)                        | Eli'ezer Sandberg      | 26. ledna 2006 opustil stranu a vstoupil do strany Chec, následně stranu opustil a založil ha-Bajit ha-le'umi                                                  |
| Šinuj (15)                        | Viktor Brailovsky      | 26. ledna 2006 opustil stranu a vstoupil do strany Chec |
| Šinuj (15)                        | Ilan Šalgi             | 26. ledna 2006 opustil stranu a vstoupil do strany Chec |
| Šinuj (15)                        | Meli Polišuk-Bloch     | 26. ledna 2006 opustil stranu a vstoupil do strany Chec |
| Šinuj (15)                        | Rešef Chen             | 26. ledna 2006 opustil stranu a vstoupil do strany Chec |
| Šinuj (15)                        | Aharon Brizon          | 26. ledna 2006 opustil stranu a vstoupil do strany Chec |
| Šinuj (15)                        | Ehud Racabi            | |
| Šinuj (15)                        | Eti Livni              | 26. ledna 2006 opustil stranu a vstoupil do strany Chec |
| Šinuj (15)                        | Ilan Lejbovič          | |
| Šinuj (15)                        | Chemi Doron            | 26. ledna 2006 opustil stranu a vstoupil do strany Chec, následně stranu opustil a založil ha-Bajit ha-le'umi                                                  |
| Šinuj (15)                        | Jig'al Jasinov         | Opustil stranu a založil ha-Olim, která se stala součástí Jisra'el bejtenu, jenž byla toho času součástí Národní jednoty (Jisra'el bejtenu se později odtrhla) |
| Šas (11)                          | Eli Jišaj              | |
| Šas (11)                          | Šlomo Benizri          | |
| Šas (11)                          | Nisim Dahan            | |
| Šas (11)                          | Amnon Kohen            | |
| Šas (11)                          | Jicchak Kohen          | |
| Šas (11)                          | David Azulaj           | |
| Šas (11)                          | Mešulam Nahari         | |
| Šas (11)                          | Jicchak Vaknin         | |
| Šas (11)                          | Ja'ir Perec            | 25. března jej nahradil Ofer Hugi |
| Šas (11)                          | Nissim Ze'ev           | |
| Šas (11)                          | Ja'akov Margi          | |
| Národní jednota (7)               | Avigdor Lieberman      | 26. března 2003 jej nahradil Eli'ezer Kohen |
| Národní jednota (7)               | Binjamin Elon          | |
| Národní jednota (7)               | Juri Štern             | Od Národní jednoty se odštěpila strana Jisra'el bejtenu |
| Národní jednota (7)               | Cvi Hendel             | |
| Národní jednota (7)               | Micha'el Nudelman      | Opustil stranu a zůstal nezařazený poslanec; 8. února 2006 jej nahradila Esterina Tartman (Jisra'el bejtenu)                                                   |
| Národní jednota (7)               | Uri Ari'el             | |
| Národní jednota (7)               | Arje Eldad             | |
| Merec-Jachad (6)                  | Josi Sarid             | |
| Merec-Jachad (6)                  | Chajim Oron            | |
| Merec-Jachad (6)                  | Ran Kohen              | |
| Merec-Jachad (6)                  | Zahava Gal-On          | |
| Merec-Jachad (6)                  | Roman Bronfman         | |
| Merec-Jachad (6)                  | Avšalom Vilan          | |
| Národní náboženská strana (6)     | Efrajim Ejtam          | Opustil stranu a založil Obnovenou národní náboženskou sionistickou stranu                                                                                     |
| Národní náboženská strana (6)     | Zevulun Orlev          | |
| Národní náboženská strana (6)     | Ša'ul Jahalom          | |
| Národní náboženská strana (6)     | Jicchak Levy           | Opustil stranu a založil Obnovenou národní náboženskou sionistickou stranu                                                                                     |
| Národní náboženská strana (6)     | Gila Finkelstein       | |
| Národní náboženská strana (6)     | Nisan Slomi'anski      | |
| Sjednocený judaismus Tóry (5)     | Ja'akov Litzman        | Strana se rozpadla; zůstal ve straně Agudat Jisra'el |
| Sjednocený judaismus Tóry (5)     | Avraham Ravic          | Strana se rozpadla; zůstal ve straně Degel ha-Tora |
| Sjednocený judaismus Tóry (5)     | Me'ir Poruš            | Strana se rozpadla; zůstal ve straně Agudat Jisra'el |
| Sjednocený judaismus Tóry (5)     | Moše Gafni             | Strana se rozpadla; zůstal ve straně Degel ha-Tora |
| Sjednocený judaismus Tóry (5)     | Jisra'el Eichler       | Strana se rozpadla; zůstal ve straně Agudat Jisra'el, 23. února 2005 jej nahradil Šmu'el Halpert                                                               |
| Chadaš (3)                        | Muhammad Baraka        | |
| Chadaš (3)                        | Isám Machúl            | |
| Chadaš (3)                        | Ahmad at-Tíbí          | Opustil stranu, aby založil nezávislou stranu Ta'al |
| Am echad (3)                      | Amir Perec             | Strana se stala součástí aliance Strana práce-Mejmad |
| Am echad (3)                      | Ilana Kohen            | Strana se stala součástí aliance Strana práce-Mejmad |
| Am echad (3)                      | David Tal              | Stranu opustil a založil Noj, která se nakonec sloučila s Kadimou                                                                                              |
| Balad (3)                         | Azmí Bišára            | |
| Balad (3)                         | Džamal Zahalka         | |
| Balad (3)                         | Wásil Táhá             | |
| Jisra'el ba-alija (2)             | Marina Solodkin        | Strana se sloučila s Likudem |
| Jisra'el ba-alija (2)             | Juli-Joel Edelstein    | Strana se sloučila s Likudem |
| Sjednocená arabská kandidátka (2) | Abdulmálik ad Dahámaša | |
| Sjednocená arabská kandidátka (2) | Talab as-Sána          | |

### Náhradníci
| náhradník          | dosavadní poslanec | datum             | strana              | poznámka                                           |
| ------------------ | ------------------ | ----------------- | ------------------- | -------------------------------------------------- |
| Eli'ezer Kohen     | Avigdor Lieberman  | 26. března 2003   | Národní jednota     | Jisra'el bejtenu opustila 1. února Národní jednotu |
| Ghálib Madžádala   | Avraham Burg       | 28. června 2004   | Strana práce-Mejmad |                                                    |
| Er'ela Golan       | Jehudit Na'ot      | 16. prosince 2004 | Šinuj               | 26. ledna 2006 opustil stranu a vstoupil do Chec   |
| Šmu'el Halpert     | Jisra'el Eichler   | 23. února 2005    | Agudat Jisra'el     |                                                    |
| Sálih Taríf        | Amram Micna        | 23. února 2005    | Strana práce-Mejmad | 22. ledna 2006 jej nahradil Ronen Cur              |
| Pnina Rosenblum    | Cachi Hanegbi      | 10. prosince 2005 | Likud               |                                                    |
| David Mena         | Omri Šaron         | 5. ledna 2006     | Likud               |                                                    |
| Sofa Landver       | Avraham Šochat     | 11. ledna 2006    | Strana práce-Mejmad | 8. února 2006 jej nahradila Orna Angelová          |
| Weizman Širy       | Šimon Peres        | 17. ledna 2006    | Strana práce-Mejmad |                                                    |
| Avraham Jechezk'el | Dalia Icik         | 17. ledna 2006    | Strana práce-Mejmad | 28. ledna ji nahradil Dani Koren                   |
| Efi Oš'aja         | Chajim Ramon       | 18. ledna 2006    | Strana práce-Mejmad | 21. ledna jej nahradila Tova Ilan                  |
| Tova Ilan          | Efi Oš'aja         | 21. ledna 2006    | Strana práce-Mejmad |                                                    |
| Ronen Cur          | Sa'lach Tarif      | 22. ledna 2006    | Strana práce-Mejmad |                                                    |
| Dani Koren         | Avraham Jechezk'el | 28. ledna 2006    | Strana práce-Mejmad |                                                    |
| Esterina Tartman   | Micha'el Nudelman  | 8. února 2006     | Jisra'el bejtenu    |                                                    |
| Orna Angelová      | Sofa Landver       | 8. února 2006     | Strana práce-Mejmad | 15. února 2006 ji nahradila Neta Dobrin            |
| Neta Dobrin        | Orna Angelová      | 15. února 2006    | Strana práce-Mejmad |                                                    |
| Ofer Hugi          | Ja'ir Perec        | 25. března 2006   | Šas                 |                                                    |